# Zwarteberg

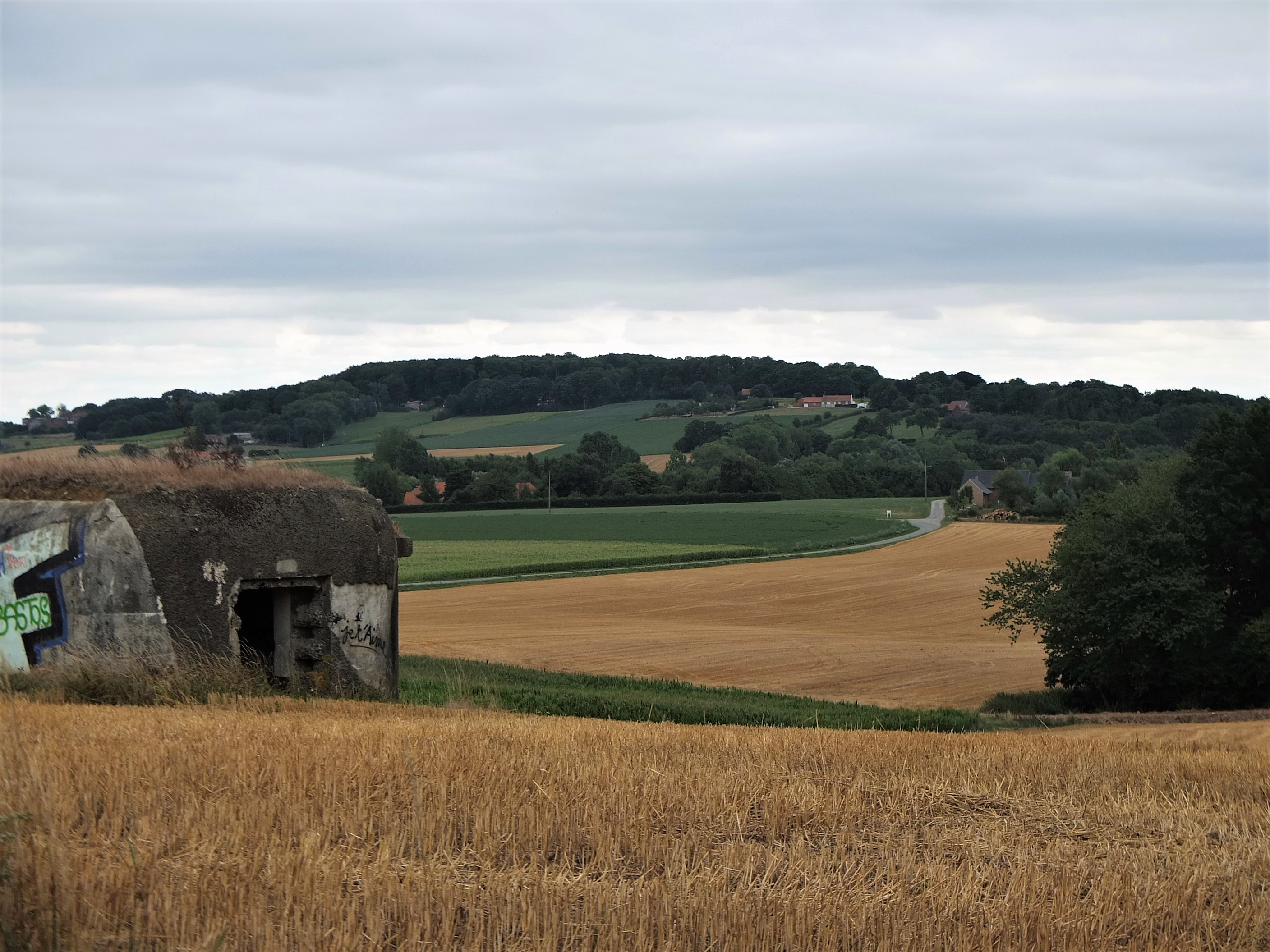
Zwarteberg

De Zwarteberg is een getuigenheuvel en gehucht in de gemeente Heuvelland. De heuvel ligt op de Frans-Belgische grens, de top op 152 meter. Aan de Franse zijde heet de helling Mont Noir, naar het gelijknamige gehucht op de top. De heuvel ligt op de grens van Westouter in België, en Sint-Janskappel en het grondgebied van Boeschepe in Frankrijk. De naam is afkomstig van de familienaam De Zwarte die de berg in de 13e en 14e eeuw in hun bezit hadden.
De Zwarteberg ligt tegen de Vidaigneberg, Rodeberg en Baneberg. Op de Zwarteberg liggen vele winkeltjes en horecagelegenheden, die vooral door Fransen in de weekenden bezocht worden en voor druk grenstoerisme zorgen. Op Frans grondgebied staat het oude huis van de ouders van Marguerite Yourcenar, naar wie een departementaal park ter plekke is genoemd. Op de Franse zuidflank ligt ook een militaire begraafplaats uit de Eerste Wereldoorlog, Mont Noir Military Cemetery.
De Zwarteberg is een onderdeel van de zogenaamde centrale heuvelkam in het West-Vlaams Heuvelland, deze bestaat daarnaast uit de Watenberg, Kasselberg, Wouwenberg, Katsberg, Boeschepeberg, Kokereelberg, Vidaigneberg, Baneberg, Rodeberg, Sulferberg, Goeberg, Scherpenberg, Monteberg, Kemmelberg en Letteberg. Ten zuiden van deze heuvelkam bevindt zich het stroomgebied van de Leie, ten noorden van deze heuvelkam het stroomgebied van de IJzer.
Op de Zwarteberg bevindt zich een bronzen vrouwenfiguur die Edith Cavell voorstelt en Miss Cavell wordt genoemd. Het betreft een Brits verpleegster die tijdens de Eerste Wereldoorlog door de Duitsers werd vermoord.

## Wielrennen
De helling is tevens bekend uit het wielrennen en meermaals beklommen in Gent-Wevelgem, onder andere in 1957, 1993, 1994, 1995 en 2016-2020. De laatste jaren de helling als Mont Noir-Ravelsput (beklimming vanaf de kant van Le Vert Mont tot net onder de top) en Côte de la Blanchisserie (beklimming vanaf Sint-Jans-Cappel tot het gehucht Croix de Poperinghe) in het wedstrijdboek.
De helling kan zowel vanuit Frankrijk beklommen worden (Mont Noir) als vanaf de Vidaigneberg (Zwarteberg).
Daarnaast kan ze ook beklommen worden via de Langendreef en Gemenestraat vanuit Westouter. De weg voert eerst een aantal kilometers licht omhoog tot de klim aanvangt. Op de top bevinden zich 30 meter kasseien. Verder is er de mogelijkheid de Zwarteberg vanuit het gehucht Croix de Poperinghe (uit de richting Belle (Frans: Bailleul) via de D223 te beklimmen, deze laatste eindigt op 2/3 deel onder de top van de klim van de Zwarteberg vanuit de richting Viadaigneberg.
De helling wordt ook opgenomen in de Vierdaagse van Duinkerken, de Driedaagse van West-Vlaanderen en de Eurométropole Tour. In 2014 maakt de Franse zijde (Mont Noir) onderdeel uit van de Ronde van Frankrijk, ze wordt dan beklommen in de vierde etappe als beklimming in de 4e categorie. Ook in 2025 werd ze opgenomen in de Ronde van Frankrijk, ze werd beklommen in de eerste etappe, waar de Deen Jonas Vingegaard als eerste bovenkwam.
De helling was ook opgenomen in de eerste versie van de rode lus van de recreatieve wielerroute Gent-Wevelgemroute.

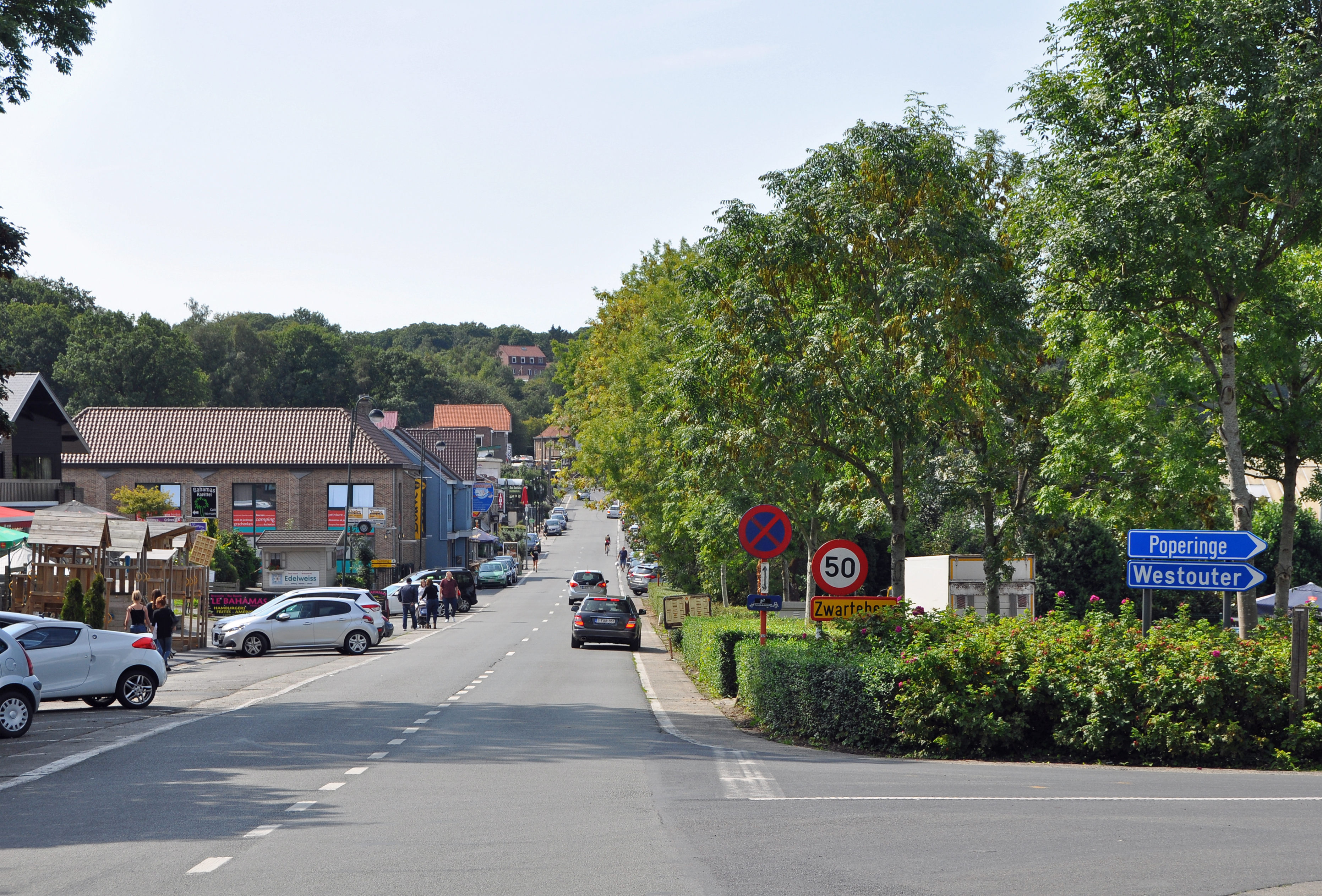
Het gehucht Zwarteberg (gem. Heuvelland)